# Moldavanovka (kraï du Primorié)
Moldavanovka (en russe : Молдава́новка), est un village du kraï du Primorié en Extrême-Orient russe. Il se trouve dans le raïon d'Olga, dans le sud-est du Primorié, et sa population s'élevait à 14 habitants au recensement de 2010.

## Géographie
La localité est située dans le kraï du Primorié, un sujet de l'Extrême-Orient de la Russie, en Mandchourie-Extérieure, autrefois chinoise (avant 1860), et se trouve dans le district fédéral Extrême-Oriental. Moldavanovka est l'une des dix-neuf localités du raïon d'Olga, un raïon du sud-est du kraï. Son centre administratif est la commune urbaine d'Olga. La région est recouverte par les montagnes du Sikhote-Aline.
Moldavanovka, comme tout le kraï du Primorié, est située dans le fuseau horaire MSK+7 (heure de Vladivostok). Le décalage horaire appliqué par rapport au temps universel coordonné est +10:00.
De 2004 à 2022, Moldavanovka faisait partie de l'établissement rural de Moldavanovka,.

## Histoire
Le village a été fondé en 1907.

## Démographie
Recensements (*) et estimations de la population,,,:
| 1915 | 1926* | 2002 * | 2010* |
| ---- | ----- | ------ | ----- |
| 141  | 324   | 23     | 14    |

En 2002, sur les 23 habitants, il y avait 70 % de Russes.